# Reino de Cazembe
El Reino de Cazembe fue un Estado africano situado a orillas del río Luapula, en lo que hoy es Zambia. Estaba habitado por las etnias luba y lunda, que también poblaban los vecinos imperios Luba y Lunda, y hablaban el idioma chibemba. En la década de 1860 el reino estaba en franca decadencia y el jefe garanganze Mushidi, fundador del Reino de Yeke, atacó Cazembe. Los garanganze y sus aliados mataron al mwata (jefe o rey de los luba-lunda) y Cazembe se convirtió en un Estado títere. Pocos años después, en 1894, Mushidi fue asesinado por los belgas y su reino dividido entre Rodesia del Nordeste, colonia británica, y el Estado Libre del Congo, colonia belga. Tras la independencia de las colonias africanas Cazembe no se configuró de nuevo como un Estado, su importancia sigue vigente en la Provincia de Luapula y los luba-lunda siguen nombrando a sus mwatas, que gobernaban desde un palacio en su capital, Mwansabombwe, hasta que éste fue quemado en 1998. Desde la independencia de Zambia en 1964 la región ha sido escenario de múltiples confrontaciones locales, considerándose un ejemplo de la división que las potencias europeas causaron en África.

## Historia

### Periodo precolonial
Cazembe nació como Estado segregado del Imperio luba (actualmente territorio de la República Democrática del Congo) cuando el primer Mwata Kazembe, título que entonces equivalía a general, Ng’anga Bilonda, partió con un destacamento de seguidores en torno a 1740.

### Expediciones portuguesas
El mercader portugués Manoel Caetano Pereira visitó el reino en 1796. Dos años más tarde, en verano, el gobernador de Ríos de Sena Francisco José de Lacerda e Almeida dirigió la primera expedición científica en África, desde Tete hasta Cazembe. Su intención era doble: abrir rutas comerciales entre los valles de los ríos Luapula y Zambeze y enlazar las colonias portuguesas de Angola y Mozambique. Lacerda murió en Cazembe en 1798 y después de su muerte la expedición fue dirigida por el clérigo Francisco João Pinto, pero esto no fue más adelante ; estuvieron en la capital de los lunda varios meses, regresando a Tete en 1799. Desde entonces se estableció una relación comercial entre Cazembe y las colonias portuguesas en África. Posteriormente, se conoce un documento del Cazembe del que se tiene noticia es el diario del angoleño Pedro João Baptista, que atravesó África del Sur de costa a costa entre 1804 y 1814. De esta época, y durante todo el primer tercio del siglo XIX, sabemos que hubo periodos de relaciones tensas entre Cazembe y Portugal, aunque al parecer no hubo cese comercial hasta el fracaso de la última expedición portuguesa, la de Antonio Cándido Pedroso Gamitto, entre 1831 y 1832.

### Estado títere de Yeke
Cuando David Livingstone visitó Cazembe entre 1867 y 1868, el reino estaba sumergido en una crisis política. A su vez, el jefe Mushidi de la etnia garanganze acababa de fundar el Reino de Yeke. Esta situación fue descrita por otro europeo, el explorador francés Victor Giraud. Mishidi atacó Cazembe en la década de años 1860 y Mwata Kazembe VIII fue asesinado por sus aliados. Cazembe se convirtió es un Estado títere de Yeke.

### Colonia británica y belga
Mishiri fue asesinado en 1890 por los belgas y Cambeze pudo recuperar su independencia. Esto fue efímero. En 1893 se constituyó la BSAC (British South Africa Company). Previamente otros expedicionarios británicos habían informado de la difícil situación política de Cambeze. El jefe del reino había firmado con Alfred Sharpela un contrato del que quiso hacer uso la BSAC, para explotar ciertos yacimientos mineros en el territorio. El jefe se negó a cumplir el trato, lo que provocó que las fuerzas británicas, al mando de Blair Watson, irrumpieran en el país y lo sometieran en 1897. El reino fue dividido entre las colonias de Rodesia del Nordeste (Imperio británico) y Estado Libre del Congo (Reino de Bélgica).